# Bekey-barlang
A Bekey-barlang a Duna–Ipoly Nemzeti Parkban lévő Budai-hegységben, Budapest II. kerületében található. Magyarország megkülönböztetetten védett barlangjai között van. Turista útikalauzokban is szerepel.

## Leírás
A Szépvölgyi út mellett lévő pál-völgyi kőfejtő (tájrendezett bánya) ÉK-i felének talpszintjén, gyepes területen van a szűk és függőleges tengelyirányú bejárata, amely vas fedlappal van lezárva. A bejárat közterületről könnyen megközelíthető és látogatható. A környéken vezet a kék barlang (Ω) jelzésű turistaút. A Pál-völgyi-barlangrendszer főbejáratának közelében nyílik.
A barlang beomlott és el van tömődve. A függőleges jellegű és keskeny hasadékbarlang kb. 40 m mély. Eocén mészkőben jött létre oldódással. Alján eléri a triász rétegeket. Formakincse hasonló a környék többi barlangjának formakincséhez. Alsó részén kalcitteléreken fennőtt kristályok farkasfogai figyelhetők meg. A Duna–Ipoly Nemzeti Park Igazgatóság engedélyével látogatható. Omladékos végpontjai és alja miatt valószínűleg összefügg a Pál-völgyi-barlangrendszerrel.
1968-ban volt először Bekey-barlangnak nevezve a barlang az irodalmában. Előfordul a barlang az irodalmában Hideglyuk (Vukov 1968), Jordan-barlang (Bekey 1913), Jordán-barlang (Barcza, Thirring 1920), Jordán barlang (Láng 1957), Kut barlang (Láng 1957), Kút-barlang (Bekey 1913), Pálvölgyi-ördöglyuk (Borbás 1934), Pálvölgyi ördöglyuk (Kadić 1920), Pálvölgyi Ördög-lyuk (Bertalan, Schőnviszky 1976), Pálvölgyi Ördöglyuk (Pápa 1957), Pálvölgyi-zsomboly (Bertalan 1976) és Pálvölgyi zsomboly (Kadić 1952) neveken is. Először Jordán Károly járt benne és ezért kapta a barlang a Jordán-barlang nevet.

## Kutatástörténet
Az 1900-as évek táján a Pál-völgy környékén intenzív lett a kőbányászat. Ekkor sorra tárultak fel a kisebb-nagyobb üregek, főleg a pál-völgyi kőfejtőben. Közben valószínűleg jelentős hosszúságú járatot le is fejtettek. A Turisták Lapja 1911. évi évfolyamában kiadott, Kazay Endre által írt ismertetésben meg van említve, hogy Pál-völgyi-barlang bejáratától Ny-ra van egy másik barlang bejárata. Ez a barlang szintén érdekes, de veszélyes járatú.
A Turisták Lapja 1913. évi évfolyamában megjelent dolgozatban az olvasható, hogy 1902. május 11-én a pál-völgyi kőfejtőben a Déry-barlang, a Bagyura-barlang bejárata és a Jordan-barlang bejárata voltak ismertek. A kőfejtő barlangrendszerének legszűkebb és legmélyebb része a kútszerű Jordan-barlang. Csak lefelé terjednek eddig felfedezett részei. Közvetlenül a bányaőr lakásának lejárója alatt van a két kis méretű bejárata. Van egy alsó lejárata és egy felső lejárata. A felső nyíláson keresztül egy kis üregbe lehet jutni, amelynek É-i része függőlegesen 8 m-t esik, és ezért csak kötélhágcsóval járható. Az alsó nyílás meredek törmelékkúpon át vezet le a folyosóba. A kis méretű folyosó fenekén van egy szűk nyílás, amely mindig eltömődik. A lebocsátkozás itt is kötélhágcsóval történik majdnem azonos körülmények között, de minél mélyebben jár valaki, annál szűkebb repedéseken és kürtőkön kell átpréselődnie.
Eddig ismert részei nehéz mászóhelyek, amelyekben nincs semmi érdekes. Csak legfelső része volt fényképezhető. A barlangnak eleinte Kút-barlang volt a neve, csak később keresztelték át Jordán Károly tiszteletére. Ezideig maximum 30 m tekintélyes mélységig sikerült lejutni benne, de egyesek szerint mélyebb. Valószínűleg a dachsteini mészkőre, vagy dolomitra települt nummuliteszes mészkőréteg vastagsága nem több 40 m-nél, de ez nem jelenti azt, hogy a barlang nem folytatódhat tovább az előbb említett két mészkőrétegben. A dolgozathoz mellékelve lett egy fénykép, amelyen a Jordan-barlang legfelső folyosójába történő ereszkedés figyelhető meg. A fekete-fehér fényképet Bekey Imre Gábor készítette.
Az 1920-ban napvilágot látott, Budapest Duna-jobbparti környéke című kiadványban az van írva, hogy a Pálvölgyi ördöglyuknak (Jordán-barlang) a pál-völgyi kőbányánál lévő menedékház alatt található sziklák alján van a bejárata. Ez a mély üreg függőlegesen halad lefelé, de jelenleg el van dugulva a bejárata. A pálvölgyi barlangok leginkább kémény- és repedésmászás gyakorlására alkalmasak. Simaságuk, nedvességük és sárosságuk annyira megnehezítik a sziklákon a mászást, hogy csak nagyon óvatosan lehet falat mászni bennük. Biztos, jó fogást csak a friss repedések és törések, esetleg cseppkőképződmények vagy cseppkővel bevont (cementált) kisebb-nagyobb kődarabok nyújtanak. Általában a fogások és az állások teljesen simák és kifelé lejtenek, ezért kevés biztonságérzetet nyújtanak. Ennek ellenére nagyon érdekes és szép mászótúra pl. a teljes Jordánbarlang.
Az 1920. évi Barlangkutatásban megjelent könyvismertetésben, amely a Budapest Duna-jobbparti környéke című könyvről szól, meg van említve, hogy a könyvben le van írva a Pálvölgyi ördöglyuk. A Természet 1920. évi évfolyamában szó van arról, hogy a pál-völgyi barlangok nem régóta ismertek. Felfedezésük és feltárásuk rövid történetét Bekey Imre Gábor vázolta fel a Turisták Lapja 1913. évi évfolyamában.
A Turistaság és Alpinizmus 1920. évi évfolyamában kiadott cikk szerint a pálvölgyi barlangokat nem régóta ismerik. Felfedezésük és feltárásuk rövid történetét egyik dolgozatában Bekey Imre Gábor írta le (1913). 1914-ben turistatársaság kirándult a pálvölgyi kőbányába, hogy felkutassa annak addig megismert üregeit. Fröhlich Árpád, a Pannónia TE elnöke szerint a pálvölgyi barlangok leginkább kémény- és repedésmászás gyakorlására alkalmasak. Simaságuk, nedvességük és sárosságuk annyira megnehezítik a sziklákon a mászást, hogy csak nagyon óvatosan lehet falat mászni bennük. Biztos, jó fogást csak a friss repedések és törések, esetleg cseppkőképződmények vagy cseppkővel bevont (cementált) kisebb-nagyobb kődarabok nyújtanak. Általában a fogások és az állások teljesen simák és kifelé lejtenek, ezért kevés biztonságérzetet nyújtanak. Ennek ellenére azonban nagyon érdekes és szép mászótúra pl. a Jordán-barlang teljes bejárása.
A Scholtz Pál Kornél által 1921-ben írt közleményben ismertetve van, hogy 1904 júniusában a pálvölgyi kőbányában lévő Jordán-féle kútbarlangot kutatta Scholtz Pál Kornél néhány társával. A barlangból kifelé menet társai elhatározták, hogy a barlang néhány érdekes részét megint megmásszák. Mivel az egyik átjáró kitisztításakor ő nagyon kimelegedett, és az erős barlangi huzatban fázni kezdett, ezért a többiek előtt kiment a barlangból. Tízméteres kötéllétra megmászása után ért ki a felszínre. Az 1921. évi Barlangkutatás szerint 1921-ben Kadić Ottokár a pál-völgyi kőfejtő udvarát Tasnádi Kubacska András és a szakosztály tagjainak segítségével mérte fel. A felmérés felhasználásával elkészítette a kőfejtő részletes térképét, amelyen jól láthatók a pál-völgyi barlangok bejáratai, hasadékai, illetve az itt feltárt rétegek tektonikai és rétegtani viszonyai. Az 1924-ben megjelent, Budapest Duna-jobbparti környéke című kiadványban meg van ismételve az 1920-ban publikált könyv Pálvölgyi ördöglyukat (Jordán-barlang) bemutató része.

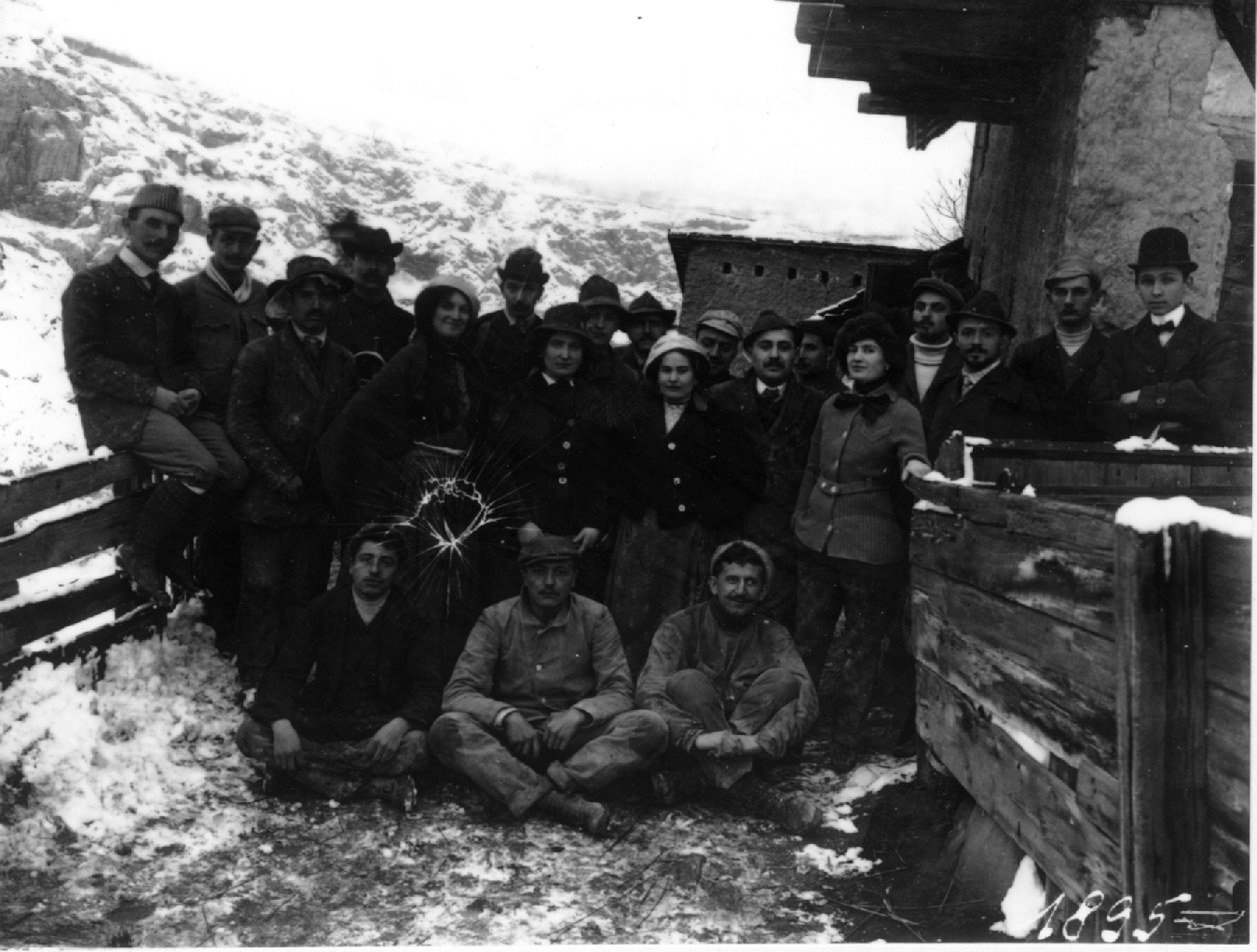
Kirándulók a pálvölgyi kőfejtőben lévő bányaőrháznál 1910-ben

Az 1930. évi Hidrológiai Közlönyben lévő tanulmány szerint furcsa, hogy a majdnem függőleges barlangokban, például a Budapest tőszomszédságában lévő Pálvölgyben általában olyan helyen vannak a felül-belül zárt üregek, ahol a barlang fala az alatta lévő üreg felé hajlik, és nem ott, ahova esnie kellett volna a víznek. Pávai-Vajna Ferenc Bekey Imre Gábornak a Jordán-barlangról tartott egyik előadásában bemutatott képein látott hasonló homorú üregeket. Az 1930. évi Turistaság és Alpinizmusban lévő, A Pálvölgyi barlang negyedszázados múltja című tanulmányban meg van említve, hogy 1904. június 23-án megjelent egy kis turistacsapat a pálvölgyi kőfejtőben, hogy átkutassa az ott található rejtélyes üregeket. Bagyura János és Scholtz Pál Kornél a kőfejtő D-i falába nyúló üregek átvizsgálására, a többiek pedig a kőbánya épülete mellett lévő, kútszerűen a mélységbe nyúló zsomboly bejárására vállalkoztak.
Az 1932-ben napvilágot látott, Dudich Endre által írt könyvben meg van említve a Budai-hegység barlangjai között a Pálvölgyi ördöglyuk, amelynek másik neve Jordán-barlang. A könyv barlangra vonatkozó része 2 irodalmi mű alapján lett írva. Az 1934. évi Barlangvilágban publikált és Borbás Ilona által írt tanulmány szerint a pál-völgyi kőbánya ÉK-i oldalában, a turistaház alatt van a Jordán-barlang, másnéven Pálvölgyi-ördöglyuk bejárata. Az 1935. évi Erdészeti Lapokban az olvasható, hogy a menedékház melletti sziklák alján nyílik a Pálvölgyi ördöglyuk, másik nevén Jordán-barlang, amelynek ürege függőlegesen halad lefelé.
A Természettudományi Közlöny 1936. évi évfolyamában lévő, Jaskó Sándor által írt tanulmányban meg van említve, hogy a Pál-völgyi-barlang kőfejtőjében, illetve a Mátyás-hegy oldalában sok kisebb-nagyobb üreg nyílik a Pál-völgyi-barlangon kívül. A pálvölgy–rózsadombi barlangvidéken az egyes barlangok nem függnek össze egymással, a pál-völgyi barlangcsoportot a nagy távolságon kívül még a közbesüllyedt budai márga is elválasztja a Szemlő-hegy és Ferenc-hegy tömbjétől. A pál-völgyi barlangcsoport legmélyebb járatainak vízszintes feneke valószínűleg a 150–160 m tszf. magassági szintbe illeszkedik. A pálvölgy–rózsadombi barlangvidék barlangjainak egyik csoportja (Szemlő-hegyi-barlang és pál-völgyi barlangok) 170 m és 210 m tszf. magasság között alakult ki. A publikációban van egy földtani térkép, amely a pálvölgy–rózsadombi barlangvidéket mutatja be. A térképen látható a pál-völgyi barlangok bejáratainak és járatainak földrajzi elhelyezkedése. A térképen valószínűleg a Bekey-barlang is szerepel.
Az 1948-ban kiadott, Szegő István által írt útikönyvben lévő Pál-völgyi-barlang leírásban meg van említve, hogy a Pál-völgyi-barlang többi része: a Jordán, a Kőbánya-barlang, a Harcsa száj, a Fehérterem és a Hideg-barlang megtekintése csak nagyon gyakorlott turistáknak ajánlott.

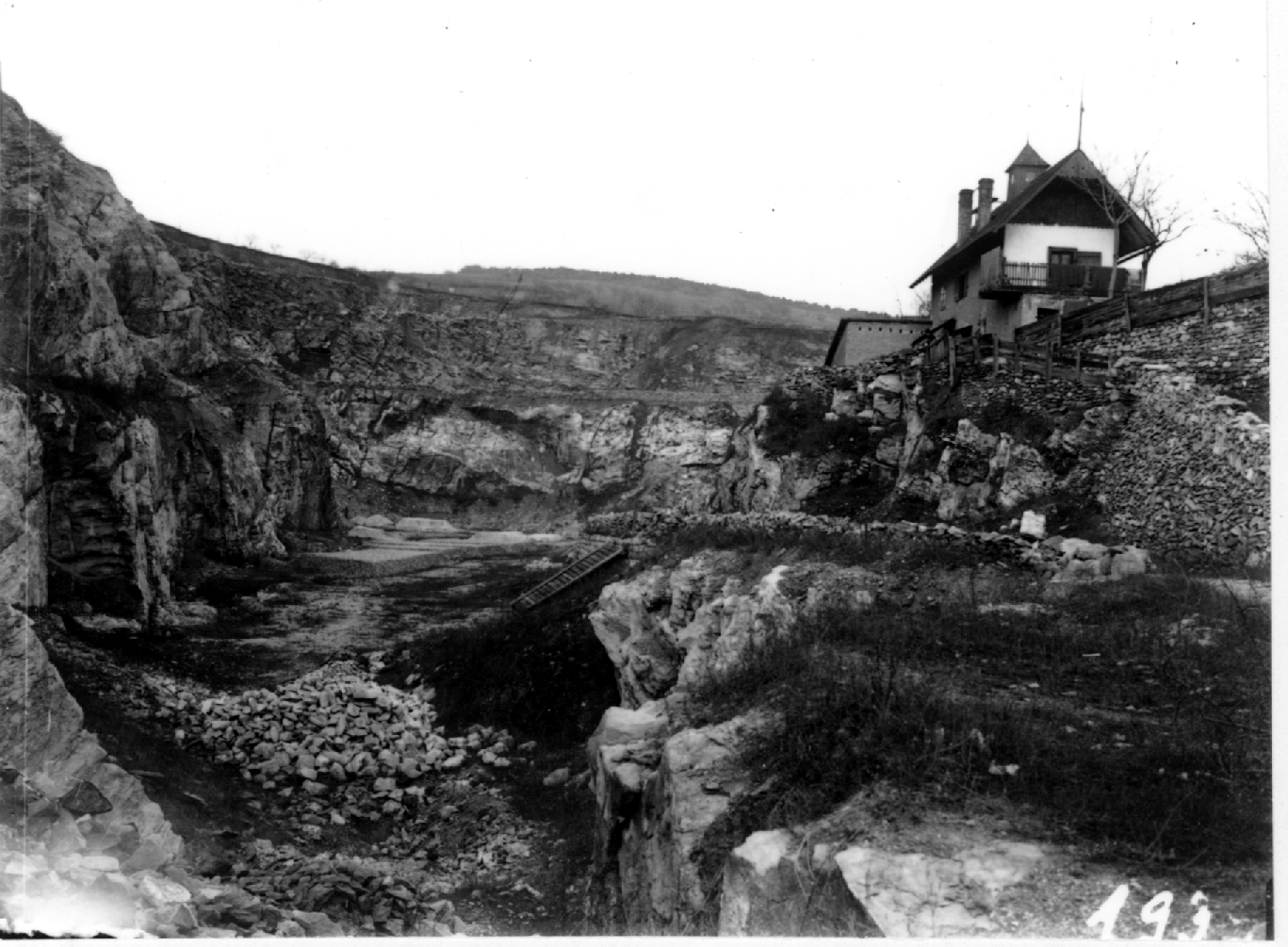
A Bekey-barlang bejáratának helyet adó kőbánya 1910-ben (Bekey Imre Gábor fényképe)

A Kadić Ottokár által írt, 1952-ben befejezett kézirat szerint a Pálvölgyi zsomboly másik neve Jordán-barlang. A pálvölgyi menedékház alatti sziklák alján nyílik a barlang, amely egy függőlegesen a mélybe nyúló üreg. Bejárata el van dugulva jelenleg. Jordán Károly volt az első, aki leereszkedett a barlangba. Az 1957-ben kiadott és Pápa Miklós által írt útikalauz szerint a barlangház alatti sziklák aljánál van a Pálvölgyi Ördöglyuk (Jordán barlang). Bekey Imre Gábor sokat foglalkozott barlangkutatással, főleg a pál-völgyi barlangokkal. A Leél-Őssy Sándor által írt, az 1957. évi Földrajzi Értesítőben lévő tanulmányban meg van említve, hogy a Pál-völgyi-barlang kőfejtőjében a nummuliteszes mészkőben még több kisebb-nagyobb, hévizes keletkezésű, jelenleg már száraz barlang van, amelyek minden bizonnyal eredetileg a Pál-völgyi-barlanghoz kapcsolódtak. A Pál-völgyi-barlanghoz és a Harcsaszájú-barlanghoz képest a többi, pálvölgyi barlang (Jordán-barlang, Bagyura-barlang és még több kisebb üreg) sokkal kisebb méretű.
Az 1957. évi Karszt- és Barlangkutatási Tájékoztatóban található, Láng Gábor által írt összefoglalásban az van írva, hogy a pálvölgyi kőfejtőben a főbarlangon (Pál-völgyi-barlang) kívül több olyan üreg, sőt üregrendszer van, amelyek felmérése, kutatása eddig el lett hanyagolva. Ezek összhossza kb. 420–430 m. Ezek az üregek a főbarlanggal azonos földtani keretbe sorolhatók. Felső eocén nummuliteszes mészkő és bryozoás márga rétegösszletében lévő kb. ÉK–DNy, illetve ÉNy–DK csapású kőzetrésrendszerek mentén az egykori termák oldó hatására jöttek létre. Fejlődésük két szakaszra különíthető. A pálvölgy környéki mészkőrögben egységes vízrendszer és üreghálózat keletkezett, majd utólagos szerkezeti mozgások metszették el a már létrejött járatokat, tehát mintegy szétdarabolódott a termális karszt. A jelenlegi kiterjedést leginkább ezek a vonalak határozzák meg, melyek legtöbbször mint omlások (törmeléklabirintusok) alakjában vannak jelen.

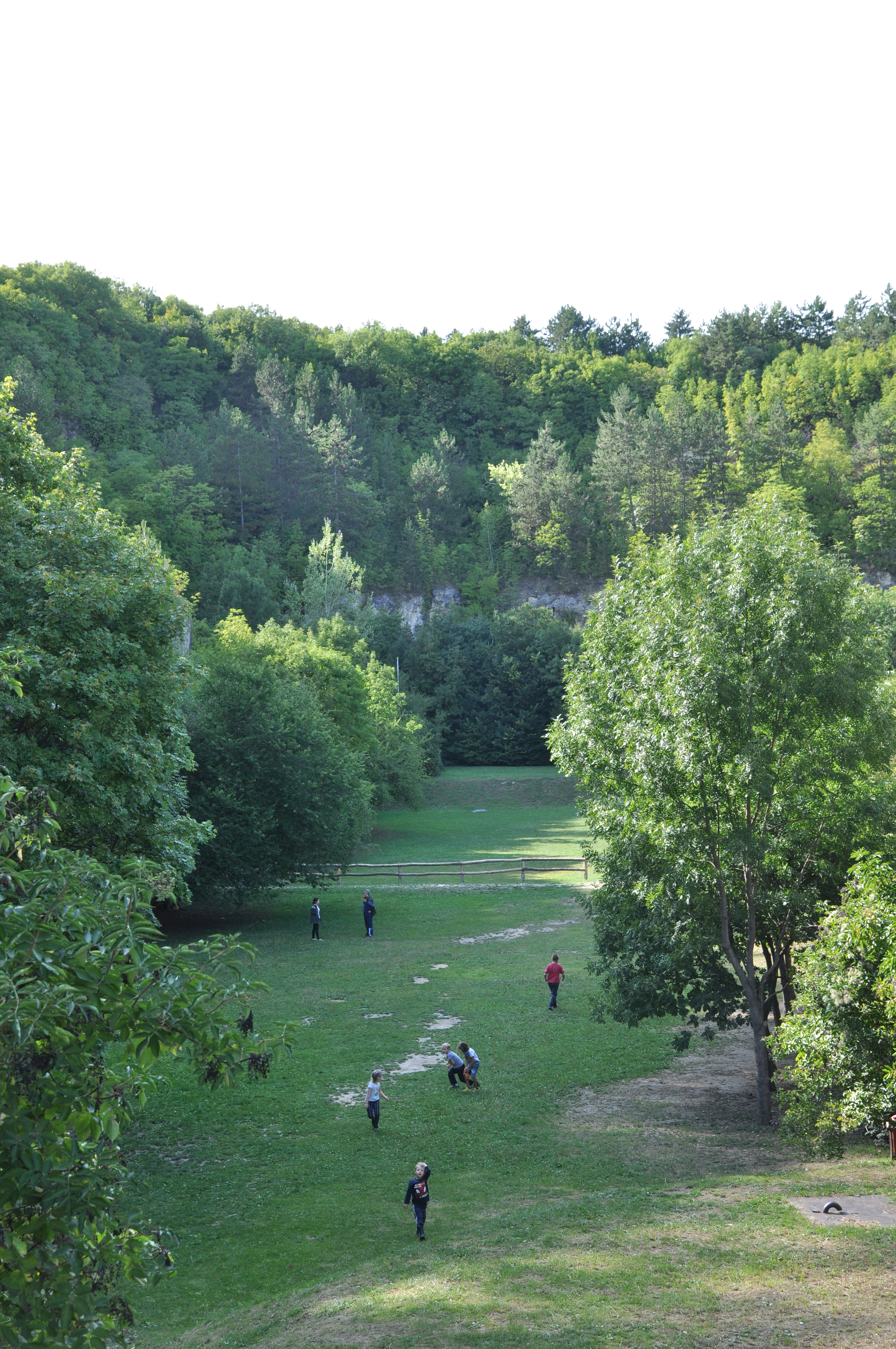
A pálvölgyi kőfejtő. A fénykép aljának jobb oldalán látható a Bekey-barlang bejárata

A kőfejtő és az említett kisebb üregek felmérése és földtani értékelése alapján Láng Gábor ismertette a 6 jelentősebb barlang topográfiai, méret és földtani adatait. A Jordán barlang további nevei Kut barlang, Pálvölgyi ördöglyuk és Pálvölgyi zsomboly (Bertalan Károlytól átvett adatok). 201 m tszf. magasságban van a bejárata a kb. 30 m hosszú és 30 m mély (Bertalan Károlytól átvett adat) barlangnak, amely jelenleg nem járható végig, mert valószínűleg eltömődött. A barlangnak az eltömődés miatt nem lett megállapítva a befoglaló kőzete és kitöltése. Nem lettek megállapítva a barlangot preformáló fő törésirányok és a barlang képződményei. Nem lett a barlangban megmérve a rétegdőlés.
Az 1958-ban megjelent, Budapest természeti képe című könyvben szó van arról, hogy különösen a Mátyás-hegy és a Pálvölgy barlangjai nevezetesek szép cseppköveikről. A mátyás-hegyi és pál-völgyi barlangokban, valamint kőbányákban a fennőtt baritkristályokat és tömött baritkérgeket a pirit kockás kristályai, fészkei és halmazai kísérik. Mellette ott láthatók a vörös vasokker és limonit fészkei, amelyek a pirit átalakulásából jöttek létre. A Mátyás-hegyi-barlanggal és a többi kisebb-nagyobb üregrendszerrel együtt a Pálvölgy környéki barlangok hossza sokkal több 3 km-nél. A Pál-völgyi-barlang kőfejtőjében elhelyezkedő többi, kisebb barlang is hévizes eredetű és valószínűleg összefüggtek a Pál-völgyi-barlanggal. A Jordán-barlang a Harcsaszájú-barlangnál kisebb.
Az 1959-ben napvilágot látott, Budapest természeti földrajza című kiadvány szerint a barlang nummuliteszes mészkőben jött létre, hévizes eredetű és pusztuló állapotban van. A Mátyás-hegyi-barlang egykor valószínűleg összefüggött a közelében lévő Pál-völgyi-barlanggal, vagy esetleg a Pál-völgyben található sok barlang közül eggyel, vagy többel is. Az 1962-ben kiadott, A barlangok világa című könyvben az van írva, hogy a Jordán-barlang a turistaház alatt nyílt, de jelenleg kőtörmelék torlaszolja el. Két egymás feletti bejárata van. Első kutatói kb. 30 m mélyre tudtak leereszkedni kötélhágcsóval, de megakadályozták a továbbjutást az egyre szűkülő hasadékok. Az 1966-ban megjelent Budai-hegység útikalauzban az olvasható, hogy Jordán Károly tárta fel a Pálvölgyben a róla elnevezett barlangot.
A Kinizsi barlangkutató csoport 1968. évi jelentésében szó van arról, hogy régi barlangkutató kiadványok tanulmányozásakor arra az elhatározásra jutott a csoport, hogy megpróbálják a csoport tagjai megint feltárni a pálvölgyi kőfejtőben lévő, majdnem elfeledett Jordán-barlangot. Az út felett megbontották a lejtőtörmeléket a leírások alapján feltételezett helyen és találtak egy szűk hasadékot, amely az út alá kanyarodott. Mivel az út is feltöltés, ezért alatta kezdték el a bontómunkát, amit 1968. április 21-én siker koronázott. Nagyon szűk, kanyargó járatot bontottak ki, amely a mélybe vezetett. Néhányan a csoportból a feltárt barlang hosszát 60–80 m-re, mélységét kb. 50 m-re becsülték. Jellege a Pál-völgyi-barlang jellegével egyezik meg.

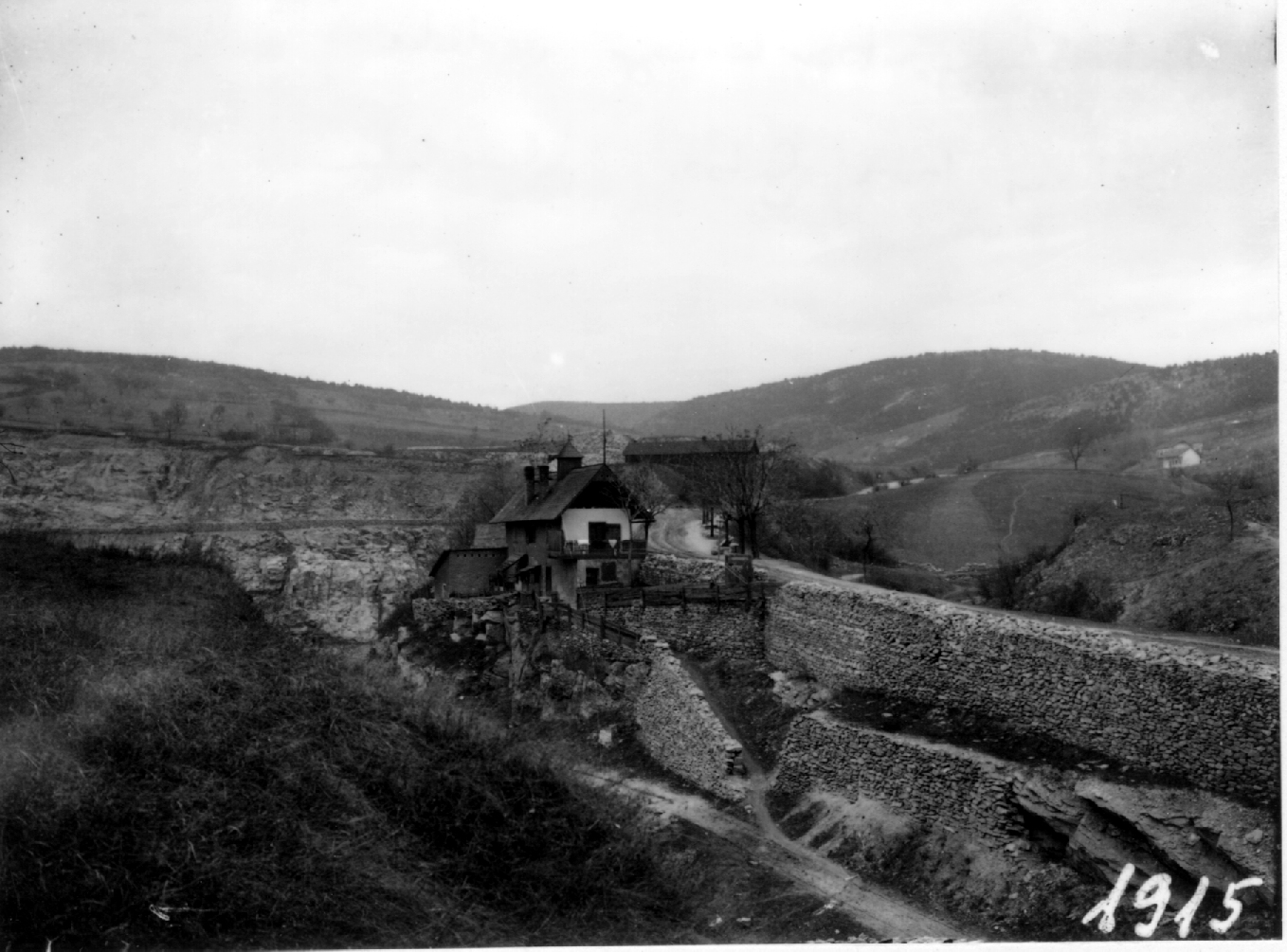
A Bekey-barlang bejáratának helyet adó kőbánya 1910-ben (Bekey Imre Gábor fényképe)

A Palánkai János által vezetett csoport fiatal tagjai, Ráduly Gyula, Kovács István és Eggenhoffer Péter bontották ki a barlangot. Első bejárói Bubán István és Tölgyesi György voltak. Schőnviszky László kutatott, hogy volt-e már említve az új barlang az irodalomban. Nagyon meglepődtek a tagok, amikor kiderült, hogy nem a Jordán-barlangba, hanem a Pannonia Turista Egyesület barlangkutató szakosztálya által Hideglyuknak nevezett barlangba jutottak be. A Kinizsi barlangkutató csoport úgy tudta, hogy a kőfejtő Ny-i végén, az É-i falon nyíló barlang a Hideglyuk. A csoport tagjai megtalálták Bekey Imre Gábor nevét a kibontott barlangban, ezért javasolták, hogy a nómenklatúrából származó félreértések elkerülése miatt az új barlangnak Bekey-barlang legyen a neve, méltó módon megemlékezve Bekey Imre Gáborra. Több információt majd a barlang felmérése és részletes átkutatása után fognak adni a megfelelő szakbizottságoknak. A jelentésben a 9. és 10. ábrák foglalkoznak a barlanggal, de az ábrák kimaradtak a jelentésből.
A Gábor Áron Barlangkutató Csoport 1969. évi jelentésében szó van arról, hogy a Gábor Áron Barlangkutató Csoport 1969-ben a Bekey-barlangban munkát, a pálvölgyi kőfejtőben sziklamászó gyakorlatot egyszer végzett (5 óra) 3 fővel. Ebben az évben egyszer túrázott a csoport a Bekey-barlangban és a Szemlő-hegyi-barlangban (6 órát, 6 fővel). A Bertalan Károly és Schőnviszky László által összeállított, 1976-ban megjelent Magyar barlangtani bibliográfia barlangnévmutatójában meg van említve a Budai-hegységben lévő barlang Jordán-barlang néven Pálvölgyi Ördög-lyuk névváltozattal. A barlangnévmutatóban fel van sorolva 5 irodalmi mű, amelyek foglalkoznak a barlanggal.

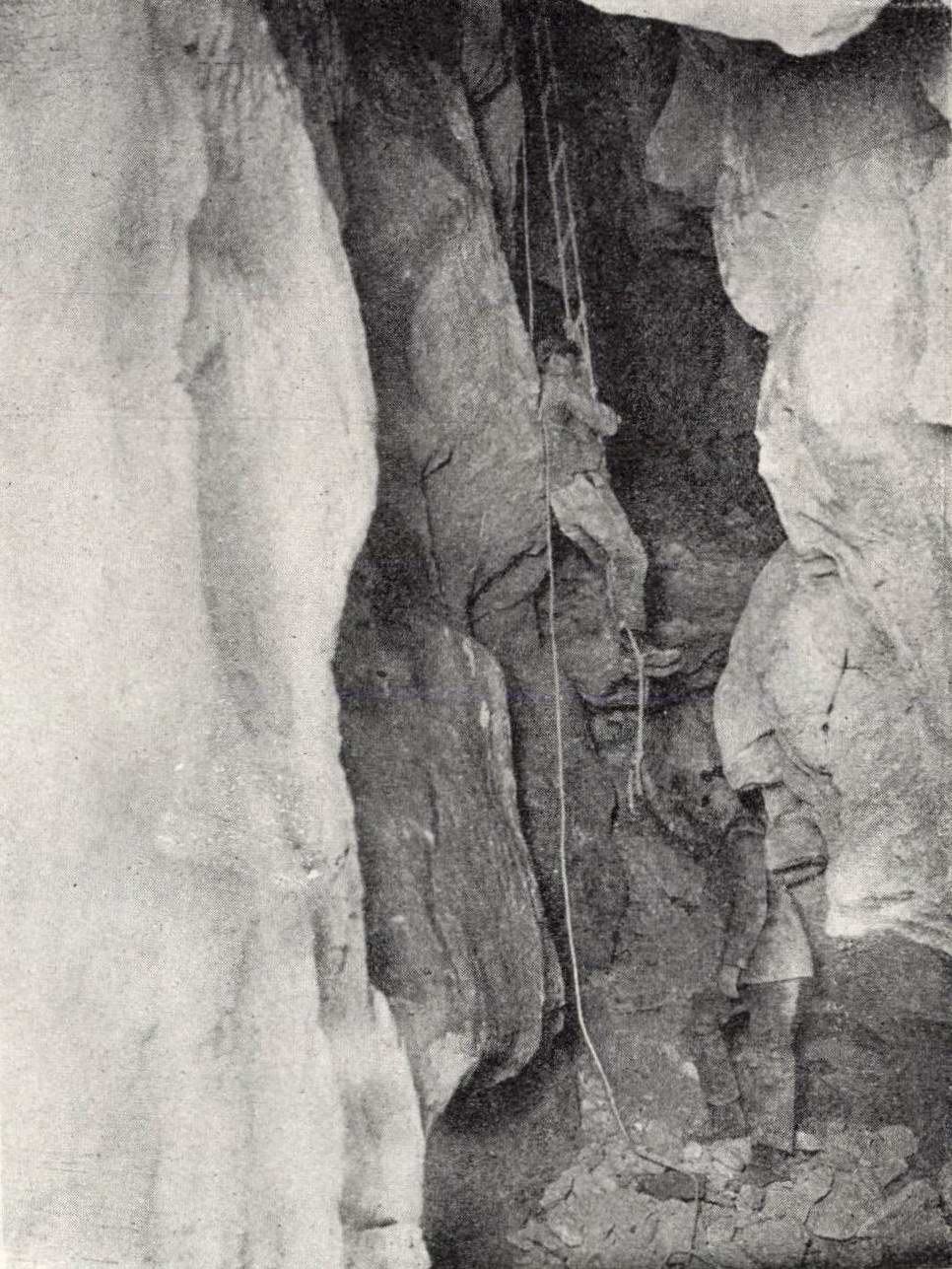
Ereszkedés a Jordán-barlang legfelső folyosójában (Bekey Imre Gábor fényképe)

Az 1976-ban befejezett, Magyarország barlangleltára című kéziratban az olvasható, hogy a Budapest II. kerületében lévő Bekey-barlang másik neve Hideglyuk. A pál-völgyi kőfejtőben, a turistaház alsó épülete és a presszó között van a bejárata. A bejáratot Palánkai János, vagy Vukov Péter meg tudja mutatni. A nehezen járható barlang 15–20 m mély. A cédula 1 kézirat alapján lett írva. A Budapest II. kerületében lévő Jordán-barlang további nevei Kút-barlang, Pálvölgyi ördöglyuk és Pálvölgyi-zsomboly. A pál-völgyi kőfejtőben, közvetlenül a bányaőr lakása mellett, a PTE háza alatt lévő sziklák alsó részén van a bejárata. A bejárata jelenleg nem található meg a 30 m mély barlangnak. Hévizes hasadékbarlang lehetett, mint a Pál-völgyi-barlang többi hasadéka. Csak feltárásakor lehetne megállapítani hasznosíthatóságát. Elképzelhető, hogy valamelyik ismert barlanggal összeköthető. A kézirat barlangra vonatkozó része 1 publikáció alapján lett írva. 1980-ban a Bekey Imre Gábor Barlangkutató Csoport a későbbi kutatások miatt előzetes bejárásokat és felméréseket végzett a Harcsaszájú-barlangban és a Bekey-barlangban.
Az 1982-ben napvilágot látott Budai-hegység útikalauz szerint Jordán Károly tárta fel a róla elnevezett barlangot a pál-völgyi kőfejtőben. A kőfejtőben a Pál-völgyi-barlangon kívül van még néhány barlang, pl. a Jordán-barlang, de ezt nem látogathatja a nagyközönség. 1982-ben a Honvéd Osztyapenkó SE Bekey Imre Gábor Barlangkutató Csoportnak volt kutatási engedélye a pál-völgyi kőfejtő barlangjainak kutatásához. 1982-ben a csoport tagjai fix pontot helyeztek el a barlang bejárati zárókeretének D-i sarkán tachiméteres bemérés miatt. A fix pont 201,38 m Bf. magasságban lett lerakva.
1983-ban a csoport néhány, a pál-völgyi kőfejtőben lévő és még nem feltérképezett kis barlang térképezésekor felmérte a barlangot. Ekkor Kissné Ignácz Zsuzsanna, Müller Tibor, Szőr István Gábor, Tóth Attila és Takácsné Bolner Katalin mérték fel a Bekey-barlangot. Takácsné Bolner Katalin a felmérés felhasználásával megszerkesztette a barlang alaprajz térképét, hosszmetszet térképét, a barlang felső szintjének alaprajz térképét, a barlang középső szintjének alaprajz térképét és a barlang alsó szintjeinek alaprajz térképét. A topográfiai tartalommal ellátott térképek 1:250 méretarányban szemléltetik a barlangot. A topográfiai tartalmat a gyakorlatilag egyetlen hasadékból álló, de álfenékkel bonyolultan tagolt barlang esetében csak szintenkénti bontásban lehetett ábrázolni. A felmérés szerint 174 m hosszú és 39,48 m függőleges kiterjedésű a barlang.
Mivel a csoport azt feltételezte, hogy a Pál-völgyi-barlang régen összefüggött a kőfejtő kisebb barlangjaival, sőt a Mátyás-hegyi-barlanggal is, ezért 1983-ban Kárpát József és Takácsné Bolner Katalin szerkesztettek egy 1:500 méretarányú helyszínrajzot, amelyen a pál-völgyi kőfejtő barlangjai és a Mátyás-hegyi-barlang vannak ábrázolva. A rajzon megfigyelhető a csak járatkontúrokkal ábrázolt Bekey-barlang alaprajz térképe, illetve járatainak a felszíni környezethez és a többi barlanghoz viszonyított elhelyezkedése. Az 1983. évi MKBT Beszámolóban lévő, a Bekey Imre Gábor Barlangkutató Csoport 1983. évi tevékenységéről szóló jelentésben az olvasható, hogy a Bekey-barlang bejáratának tisztításakor kb. 1 m³ földet és agyagot távolított el a csoport. Szerencsére a kőfejtő tereprendezési munkái során meggátolták a legszűkebb rész eltömődését a régebben behelyezett deszkák. A barlang 1983. október 30. óta megint járható. A tagok elkezdték összeállítani a kőfejtő kis barlangjainak fénykép-dokumentációját a Bekey-barlang és a Harcsaszájú-barlang fényképeinek elkészítésével.
A kiadványban publikálva lettek a Bekey-barlang 1983-ban készült térképei, a barlang felmérési jegyzőkönyve és egy kivonat a pál-völgyi kőfejtő barlangjainál létesített fix pontok tachiméteres beméréséről szóló, 1982. évi felmérés jegyzőkönyvéből. A csoport kéziratban maradt 1983. évi jelentéséhez mellékelve lett a helyszínrajz is és 2 színes fénykép, amelyek a barlangban készültek. Az egyik fényképhez tartozó szöveg szerint a barlang végpontjai omladékkal zárulnak. Az 1984-ben kiadott, Magyarország barlangjai című könyv országos barlanglistájában a Budai-hegység barlangjai között szerepel egy barlang Bekey-barlang néven Hideglyuk névváltozattal. A listában van a Budai-hegység barlangjai között egy barlang Jordán-barlang néven Kút-barlang, Pálvölgyi Ördöglyuk és Pálvölgyi zsomboly névváltozatokkal. A listához kapcsolódóan látható a Dunazug-hegység barlangjainak földrajzi elhelyezkedését bemutató 1:500 000-es méretarányú térképen a két barlang földrajzi elhelyezkedése. Az 1984. évi Karszt és Barlangban lévő, Jordán Károlyról szóló megemlékezésben szó van arról, hogy ma a Jordán nevet hallva a barlangkutatóknak csak egy évtizedek óta keresett barlang, vagy egy fal a Pál-völgyi-barlangban jut az eszükbe.

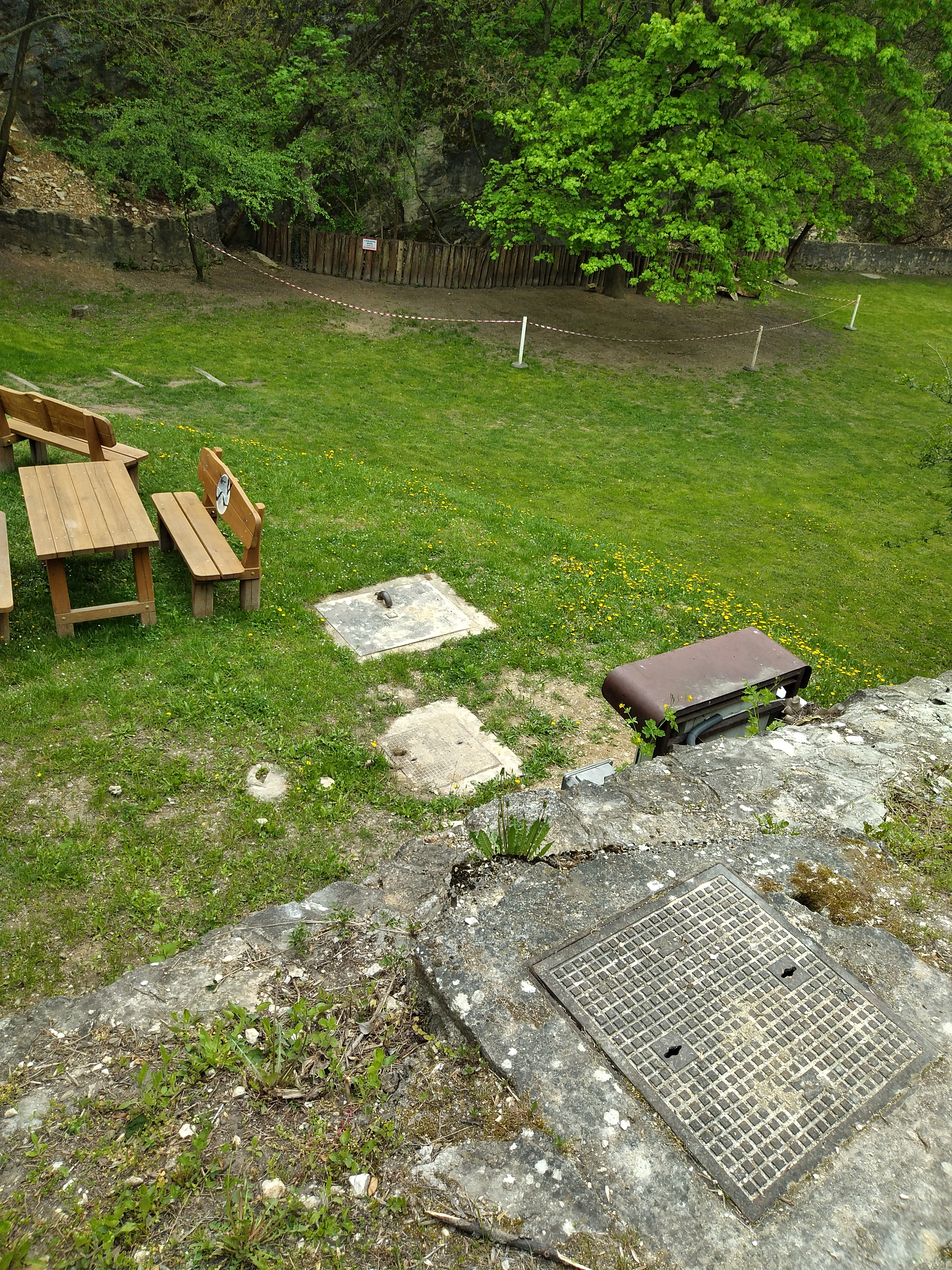
A Bekey-barlang bejárata 2021-ben

Az 1995. évi Földtani Közlönyben napvilágot látott tanulmány szerint a Bekey-barlang szűk bejáratú, leginkább függőleges és 50 m mély hasadékbarlang. A triász rétegeket eléri az alján. A bánya ÉK-i oldalában, a Budapesti Természetvédelmi Igazgatóság alsó épülete alatt, a bányatalpon van a bejárata. A Rózsadombon és környékén a felszín alatti triász kőzetek fúrásokból és néhány barlangból ismertek, pl. a Bekey-barlangból. A Jordán-barlang csak az irodalomból ismert. Kb. 30 m mély barlang volt, amely már rég eltömődött. Bejárata a régi turistaház, a jelenlegi Budapesti Természetvédelmi Igazgatóság épülete közelében nyílt. Lehet, hogy összefüggött a Bekey-barlanggal Takácsné Bolner Katalin szerint. Főleg a régi barlangok esetében néhány helyen nagy a bizonytalanság, elsősorban a nevek, de néha a barlangok számának tekintetében is. Különösen a kőfejtőkben, ahol sok kis barlang előfordul, például a pálvölgyi kőfejtőben. A tanulmányhoz mellékelve lett a Rózsadomb és környéke barlangjainak helyszínrajza, amelyen jelölve van a két barlang helye. Publikálva lett egy helyszínrajz, amelyen a pál-völgyi kőfejtő barlangjainak elhelyezkedése látható. A helyszínrajzon jelölve van a két barlang helye.
1998. május 14-től a környezetvédelmi és területfejlesztési miniszter 13/1998. (V. 6.) KTM rendelete szerint a Duna–Ipoly Nemzeti Park Igazgatóság illetékességi területén, a Budai-hegységben található Bekey-barlang az igazgatóság engedélyével látogatható. 2005. szeptember 1-től a környezetvédelmi és vízügyi miniszter 22/2005. (VIII. 31.) KvVM rendelete szerint a Duna–Ipoly Nemzeti Park Igazgatóság működési területén, a Budai-hegységben található Bekey-barlang a felügyelőség engedélyével látogatható. A 2005-ben megjelent, Magyar hegyisport és turista enciklopédia című kiadvány szerint Bekey Imre Gábor bejárta és ismertette a pál-völgyi kőfejtő üregeit. A Bekey Imre Gábor Barlangkutató Csoport célja a pál-völgyi kőfejtőnek és barlangjainak kutatása, védelme, felügyelete és népszerűsítése. A Pannónia Turista Egyesület Barlangkutató Szakosztálya 1919-ben Scholtz Pál Kornél vezetése által alakult szervezet, melynek tevékenysége leginkább a Pál-völgyi-barlang és az annak közelében lévő barlangok népszerűsítésére és feltárására irányult. A Rózsadomb és Vidéke Egyesület 1938-ban elhatározta, hogy mozgalmat indít a Budapest II. kerületében lévő barlangok feltárására.
A Duna–Ipoly Nemzeti Park Igazgatóság működési területén, a Budai-hegységben elhelyezkedő, 4762/55 kataszteri számú Bekey-barlang, 2006. február 28-tól, a környezetvédelmi és vízügyi miniszter 8/2006. KvVM utasítása szerint, megkülönböztetett védelmet igénylő barlang. Megkülönböztetett védettségét indokolja, hogy többszintes hasadékbarlang, amelyben hévizes oldásformák vannak. 2007. március 8-tól a környezetvédelmi és vízügyi miniszter 3/2007. (I. 22.) KvVM rendelete szerint a Duna–Ipoly Nemzeti Park Igazgatóság működési területén lévő Budai-hegységben elhelyezkedő Bekey-barlang az igazgatóság engedélyével tekinthető meg. A Duna–Ipoly Nemzeti Park Igazgatóság működési területén lévő, 4762-55 kataszteri számú Bekey-barlang, 2012. február 25-től, a vidékfejlesztési miniszter 4/2012. (II. 24.) VM utasítása szerint, megkülönböztetetten védett barlang.
A 2013. évi MKBT Tájékoztatóban publikálva lett, hogy Laufer Csaba és Palánkai Jánosék kibontották a régi Jordán-barlangot, a későbbi Bekey-barlangot. 2013. július 19-től a vidékfejlesztési miniszter 58/2013. (VII. 11.) VM rendelete szerint a Bekey-barlang (Budai-hegység, Duna–Ipoly Nemzeti Park Igazgatóság működési területe) az igazgatóság hozzájárulásával látogatható. A 2018. évi MKBT Tájékoztatóban az olvasható, hogy a Gábor Áron Barlangkutató Csoport részt vett a Bekey-barlang (Jordán-barlang?) kutatásában. 2021. május 10-től az agrárminiszter 17/2021. (IV. 9.) AM rendelete szerint a Bekey-barlang (Budai-hegység, Duna–Ipoly Nemzeti Park Igazgatóság működési területe) az igazgatóság engedélyével látogatható. A 13/1998. (V. 6.) KTM rendelet egyidejűleg hatályát veszti.

## További irodalom
- Vigyázó János szerk.: Budai hegyek részletes kalauza. Budapest, 1934. (A harmadik kiadást Strömpl Gábor dolgozta át.) 72. old.
- Vukov Péter: Bekey-barlang. Kézirat. Szpeleográfiai terepjelentés. Budapest, 1968. november 20. (Térképekkel.)